# Metopochetus freyi
Metopochetus freyi är en tvåvingeart som beskrevs av Mcalpine 1998. Metopochetus freyi ingår i släktet Metopochetus och familjen skridflugor. Inga underarter finns listade i Catalogue of Life.